# Пьета Палестрины

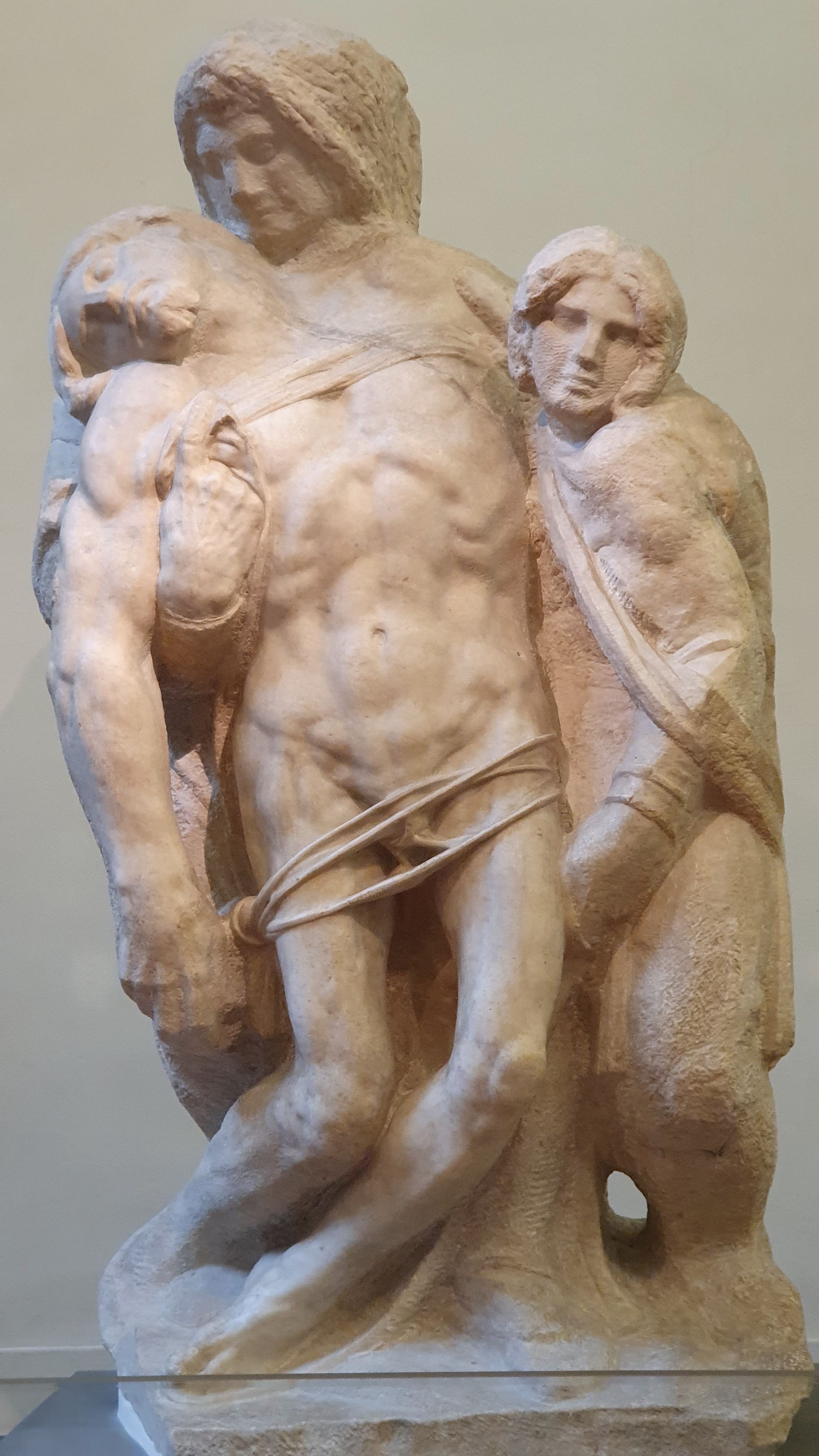

Пьета Палестрины (итал. Pietà di Palestrina) — итальянская мраморная скульптура эпохи Высокого Ренессанса.
Скульптура была создана около 1555 года. Её создание приписывается Микеланджело, но в настоящее время принято считать, что завершил её кто-то другой: Никколо Менгини или Бернини. Так или иначе, атрибуция остаётся спорной.
Скульптура представляет собой три фигуры: Иисуса Христа, Девы Марии и Иоанна Богослова. Название «Пьета Палестрины» она получила потому, что ранее находилась в церкви Святой Розалии в Палестрине. В 1936 году была передана государству. С 1940 года находится в собрании Академии Изящных Искусств во Флоренции, Италия.